# Nový urbanismus

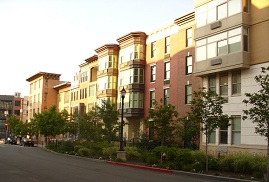
Obytný blok ve městě Jersey City ve stylu nového urbanismu

Nový urbanismus je hnutí v oblasti navrhování měst propagující ekologické návyky tvořením pěšky prostupných měst a obcí, které obsahují širokou škálu bydlení a typů pracovních míst. Vzniklo v 80. letech 20. století v USA jako kritická odpověď na stále rostoucí suburbanizaci měst.
Nový urbanismus je silně ovlivněn urbanistickými postupy, které byly prominentní až do vzestupu automobilů a začátkem suburbanizace před druhou světovou válkou. Urbanisticky se například vrací k blokovým čtvrtím, používání veřejné dopravy a tvorbě pěších zón. Sám také přispívá k rozvoji taktického urbanismu. 